# Знамя труда (газета, Егорьевск)
«Знамя труда» — еженедельная газета Егорьевского района Московской области (выходит для жителей Егорьевска и Егорьевского района). Старейшая и популярная газета района.
Как общественно-политическая газета, всесторонне освещает вопросы социальной сферы, экономики, культуры, спорта, образования, публикует актуальные тематические группы, публикует хроники событий, фоторепортажи, официальные материалы. Еженедельник «Знамени труда» полноцветный, издаётся на 24 полосах.
Каждую неделю публикуются телепрограмма, прогноз погоды и гороскопа на неделю, сканворд, официальные документы и объявления, реклама, поздравления, низкая стоимость размещения в газете. «Знамя труда» регулярно проводит творческие конкурсы, вручая призы своим читателям.
В газете постоянно ведётся рубрика «Пенсионный фонд информирует», в которой публикуются материалы по основным и актуальным вопросам пенсионного и социального обеспечения, нововведениям в пенсионном законодательстве. Также в редакции газеты регулярно осуществляется общение и консультации с гражданами в формате горячей линии.

## История
Первый номер официальной егорьевской уездной газеты вышел 14 апреля 1918 года. Первым редактором издания был петербургский рабочий Алексей Горюнов. Сначала газета называлась «Известия Советов рабочих и крестьянских депутатов города Егорьевска и уезда». Вскоре в 1920-х годах она была переименована в «Егорьевскую деревню», а в 1922 году — в «Красный путь». Газета выходила на четырёх страницах.
В 1963 году районной газете было присвоено нынешнее название — «Знамя труда». Изменение названия газеты «Красный путь» на «Знамя труда» не изменило самой сути газетных материалов.
С 2005 года учредителем и издателем газеты является «Информационное агентство Егорьевского района Московской области».
15 января 2020 года в День российской печати глава городского округа Егорьевск Александр Гречищев встретился с коллективом редакции газеты «Знамя труда» и поздравил сотрудников издания с праздником.
По состоянию на сентябрь 2021 года главным редактором «Знамени труда» является Людмила Башкирова, а штат состоит из 10 человек.